# Emmanuel Auricoste
Emmanuel Auricoste, né le 4 avril 1908 dans le 8e arrondissement de Paris, et mort le 15 août 1995 à Leucate, est un sculpteur et médailleur français.

## Biographie
Emmanuel, Joseph, Noël Auricoste est le fils de Joseph Auricoste (1880-1960), constructeur de chronomètres et horloger de la marine d’État, et de Jeanne, Emilie, Edmée  Weerts-Auricoste (1883-1972), fille du peintre Jean-Joseph Weerts. 
Il entre aux Beaux-Arts de Paris en 1925 (atelier Jean Boucher) et suit l’enseignement d'Antoine Bourdelle et de Charles Despiau. Grâce à son ami Henri Mahé qui connaît un mettreur d'une entreprise de maçonnerie qui possède un hangar au 33 rue Croulebarbe, ils installent des ateliers qui seront fréquentés par plusieurs autres artistes (ils surnommeront l'endroit : "la Croule"). Il reçoit le prix de l'Académie scandinave en 1934. Il reçoit le diplôme d'honneur de l'exposition internationale des arts et des techniques en 1937. En 1943, il enseigne à l'académie Ranson et fait partie des membres fondateurs du Salon de mai. Il entre dans la résistance communiste durant la Seconde Guerre mondiale. Auricoste est membre du Parti communiste français. En 1946, il présente un projet de monument national aux victimes des guerres 1939-1945 avec l'architecte André Bruyère (1912-1998) pour le camp de Royallieu mais leur projet ne sera pas réalisé. En 1948, il est délégué au congrès de Wroclav pour la paix (25-28 août 1948) et fera partie du cercle de sculpteurs entourant Denys Chevalier et Pierre Descargues pour la création du Salon de la jeune sculpture. De 1949 à 1956, il enseigne à l'académie de la Grande-Chaumière (Paris). En 1949, il participe au premier Salon de la jeune sculpture. Au printemps 1953, il fait partie d'une des trois équipes désignées pour le concours concernant le mémorial des martyrs Français de la déportation : chaque équipe est composée d'un sculpteur et d'un architecte, Auricoste est dans l'équipe de Jean-Charles Moreux. En 1954, il adhère à l'appel du Comité d’initiative à la rencontre internationale de la Résistance contre la renaissance du militarisme allemand (Vienne, 24-27 novembre 1954). De 1956 à 1963, Il enseigne à l'école des beaux-arts d'Orléans. De 1963 à 1974, il est professeur à l'École nationale supérieure des arts décoratifs à Paris. En 1973, il fait partie du jury du prix Bourdelle. Le 7 avril 1984, un portrait d'Emmanuel Auricoste est diffusé dans l'émission Entrée libre sur FR3. Il était vice-président de l'Union des arts plastiques.
v
Son œuvre inclut une sculpture sur la façade de la gare de Caen (Normandie maritime, vers 1936, fondue en 1942 sous le régime de Vichy),, deux métopes au palais de Chaillot (1937), un Monument à Chateaubriand à l'Ambrosienne de Milan (1938), une porte de bronze du palais de la Société des Nations à Genève (1939), Nu "Vénus" (1945, Musée Despiau-Wlérick à Mont-de-Marsan), une statue de Fénelon en face de la cathédrale de Cambrai (1947) ou le bas-relief Les nymphes en céramique (mobilier national). En 1946, il publie Images de femmes, un recueil de vingt lithographies. En 1953, il réalise pour la mairie d’Aubervilliers une œuvre intitulée Maternité. À Marvejols (Lozère), il a laissé un Vert galant (1954) et une Bête du Gévaudan (1958). En 1954, il réalise une sculpture pour le lycée Victor Duruy de Paris. Au cimetière du Père Lachaise, une plaque de bronze qu'il a réalisée d'après un dessin de Marc Chagall représente le couple Yvan et Claire Goll, sur leur sépulture (10e division) : elle est retirée par Claire Goll par précaution et donnée au musée Pierre-Noël en 1972. Il conçut les décors et les costumes de Cinna (1956) et Phèdre (1957) pour les mises en scène de Jean Vilar. Pour Phèdre, il réalise de lourds jerseys gris, rouges, marron ou écrus. En 1957, il réalise une sculpture pour le lycée de jeunes filles de Tarbes. En 1963, il réalise une sculpture pour l'école normale d'institutrices d'Orléans. En 1964, il réalise une sculpture pour le groupe scolaire du Pont de Pierre à Pantin. En 1965, il réalise une sculpture pour une cité technique de Perpignan. En 1969, il réalise une sculpture pour le collège d'enseignement secondaire de la "Rabaterie" à Saint-Pierre-des-Corps. En 1972-1973, il réalise une sculpture pour Mende (lycée technique ou collège d'enseignement technique). Jacques Adnet a fait appel à Auricoste pour créer des éléments de son mobilier.
La Monnaie de Paris répertorie douze médailles dont il est l'auteur. Il a réalisé un buste de Léon-Paul Fargue (vers 1935, Petit Palais de Paris) et des statues pour Paris, Albi, Orléans, Amsterdam, Stockholm ou Moscou. Il a plusieurs commandes de l'État : 2 entre 1936 et 1937, 4 entre 1941 et 1949, 3 entre 1952 et 1959.
Retiré depuis plusieurs années avec son épouse dans sa maison de Leucate, il y décède le 15 août 1995 des suites d'une longue maladie.

## Vie privée
Durant ses études aux Beaux-Arts, il a pour ami et collègue Henri Mahé : Henri Mahé fit le portrait d'Auricoste et Auricoste fit un buste de Mahé « dont il ne reste rien » (lettre d'Auricoste à Éric Mazet en 1978). Il rencontra Louis-Ferdinand Céline sur La Malamoa (péniche amarrée à Croissy-sur-Seine) alors qu'il n'était encore que le docteur Destouches et qu'il portait son manuscrit Voyage au bout de la nuit sans qu'aucun éditeur n'en veuille. Céline demanda à Henri Mahé d'intervenir auprès d'Auricoste pour qu'il aille le voir à Meudon mais Auricoste refusa et dit dans cette lettre de 1978 qu'il le regrette. Il est ami avec Giacometti et Germaine Richier. 
Il était ami avec le peintre Candido Portinari avec lequel il a une correspondance : Auricoste contacte Portinari au moins 32 fois entre 1946 et 1955. Auricoste réalise un buste de son fils unique João Candido Portinari (en) en 1946. En septembre 1946, il écrit un article dans Arts de France intitulé : mon ami PORTINARI.
Il a également entretenu une correspondance avec Picasso (9 pièces datant de 1949 à 1962 sont présentes dans le fonds Picasso).
Il habitait 65 Boulevard Arago à Paris. Le 21 février 1933, il se marie une première fois à Paris XIVe avec Simone-Gabrielle Lordereau (1905-1996) (divorce en 1938), future Madame Nino Frank (1904-1988), journaliste et écrivain. En 1938, il épouse Guidette Carbonell en secondes noces à Paris Ve. Il divorce en 1947 et épouse en troisièmes noces Monique Auricoste (1923-1987) à Paris XIIIe. Il divorce en 1963 et se remarie le 5 novembre 1963 à Orléans avec Régine Morin.

## Élèves
- Gérard Lanvin à l'académie Ranson
- Gérard Koch à l'académie de la Grande-Chaumière
- Guy Lartigue à l'académie de la Grande-Chaumière
- Roger Plin à l'académie de la Grande-Chaumière
- Roland Decrevel à l'académie de la Grande-Chaumière
- Abdallah Sadouk à l'école nationale supérieure des arts décoratifs

## Expositions
- 1953 : De Marx à Staline, Maison de la Métallurgie, Paris.
- 1964 : Salon de Mai[18].

## Écrits
- 1955 : Emmanuel Auricoste, Émile-Antoine Bourdelle : 1861-1929, Paris, Braun.

## Photographies
- Emmanuel Auricoste dans son studio à Paris, 1947-1948, photographié par Emmy Andriesse (en), Stedelijk Museum Amsterdam[19].
- Emmanuel Auricoste dans son studio à Paris, 1948, photographié par Emmy Andriesse, Stedelijk Museum Amsterdam[20].
- Emmanuel Auricoste, vers 1946-1962, photographié par Sanford H. Roth (en), LACMA[21].